# Verklaring van Helsinki
De Verklaring van Helsinki is een verklaring die in juni 1964 door de World Medical Association, een wereldwijde artsenorganisatie, in Helsinki is opgesteld en die naderhand een aantal malen is aangepast.
In de verklaring worden richtlijnen en basisprincipes gegeven voor het verrichten van wetenschappelijk geneeskundig onderzoek op mensen en de omstandigheden waaronder deze zijn toegestaan. 
In grote lijnen komt de verklaring erop neer dat het belang van de patiënt altijd voorop staat en zwaarder weegt dan het belang van het onderzoek, dat deelname strikt vrijwillig moet zijn en dat de arts steeds het belang van de patiënt voorop moet stellen en zo nodig de patiënt tegen zichzelf moet beschermen. Onderzoek is alleen toegestaan als de resultaten ook gepubliceerd worden en als de onderzoeksopzet wetenschappelijk verantwoord is, zodat de conclusies ook geldigheid hebben. 
Het onderzoek is alleen toegestaan als het niet op een andere minder riskante of minder belastende manier kan worden verricht en als er niet al een betere behandeling of methode bekend is. 
Of aan al deze voorwaarden voldaan wordt moet worden getoetst door commissies die zelf geen belang hebben bij het onderzoek. 